# Adolf Dyroff
Adolf Dyroff (ur. 2 lutego 1866 w Damm, zm. 3 lipca 1943 w Monachium) – niemiecki filozof.
Od 1903 profesor w Bonn, wyszedł od filozofii starożytnej i scholastycznej i połączył ją w organiczną całość z teoriami nowszej filozofii Hertlinga, Külpe’go i szkoły Martina Deutingera. Filozofię wartości Windelbanda opracował w ujęciu realistycznym.

## Wybrane dzieła
- Die Ethik der alten Stoa (1897)
- Demokritstudien (1899)
- Über den Existenzialbegriff (1902)
- Einführung in die Psychologie (1908)
- Religion und Moral (1925)
- Betrachtungen über Geschichte (1926)
- Über die wissenschafftliche Aktivität der deutschen Katholiken (Akademische Monatsblätter 1928)
- Über das Verhältnis von Medizin und Naturwissenschaft in der Renaissance (1937)
- Der Gottesgedanke bei den europäischen Philosophen (1941)
- Einleitung in die Philosophie (1950, posthum)
- Ästhetik des tätigen Geistes (1950 posthum)